# 陳穉常
陳穉常（1901年—？），名懋恆，字穉常，福州螺洲人。
出身於官宦世家，自幼聰慧強記，1928年考入燕京大學歷史系，1932年入燕京大學研究院。执教于东吴大学、光华大学、圣约翰大学，史學家顧頡剛稱之“一代才女”，1960年入上海财经学院，1962年退休。文革時遭到迫害。著有《明代倭寇考略》、《春秋考異》、《中国上古史演义》等書。